# Scherma ai XVII Giochi del Mediterraneo
I tornei di scherma ai XVII Giochi del Mediterraneo si sono svolti tra il 22 e il 23 giugno 2013 a Mersin, in Turchia. Il programma prevedeva le categorie individuali di ciascuna delle tre specialità (fioretto, sciabola e spada) sia in ambito maschile che femminile. Escluse dal programma le competizioni a squadre.

## Calendario
Le gare hanno seguito il seguente calendario:
| ● | Competizioni | ● | Finali |

| Giugno/Luglio |    |    |    |    |    |    |    |    |    |    |    |    |
| 18            | 19 | 20 | 21 | 22 | 23 | 24 | 25 | 26 | 27 | 28 | 29 | 30 |
|               |    |    |    | ●  | ●  |    |    |    |    |    |    |    |

## Podi

### Uomini
| Evento                          | Oro                 | Argento         | Bronzo                                    |
| Fioretto individuale (dettagli) | Giorgio Avola       | Enzo Lefort     | Valerio Aspromonte Alaaeldin Abouelkassem |
| Sciabola individuale (dettagli) | Luigi Samele        | Vincent Anstett | Bolade Apithy Fernando Casares Montoya    |
| Spada individuale (dettagli)    | Jean-Michel Lucenay | Ahmed Khder     | Enrico Garozzo José Luis Abajo            |

### Donne
| Evento                          | Oro                | Argento       | Bronzo                          |
| Fioretto individuale (dettagli) | Elisa Di Francisca | Inès Boubakri | Carolina Erba İrem Karamete     |
| Sciabola individuale (dettagli) | Cecilia Berder     | Livia Stagni  | Azza Besbes Vassiliki Vougiouka |
| Spada individuale (dettagli)    | Rossella Fiamingo  | Sarra Besbes  | Maya Mansouri Smiljka Rodic     |

## Medagliere
| Posizione | Paese   | Oro | Argento | Bronzo | Totale |
| --------- | ------- | --- | ------- | ------ | ------ |
| 1         | Italia  | 4   | 1       | 3      | 8      |
| 2         | Francia | 2   | 2       | 1      | 5      |
| 3         | Tunisia | 0   | 2       | 2      | 4      |
| 4         | Egitto  | 0   | 1       | 1      | 2      |
| 5         | Spagna  | 0   | 0       | 2      | 1      |
| 6         | Serbia  | 0   | 0       | 1      | 1      |
| 7         | Turchia | 0   | 0       | 1      | 4      |
| Totale    | Totale  | 6   | 6       | 11     | 23     |